# Most (stacja kolejowa)
Most – główna stacja kolejowa w Moście, w kraju usteckim, w Czechach. Jest ważnym węzłem kolejowym. Znajduje się na wysokości 225 m n.p.m.
Jest zarządzana przez Správę železnic. Na stacji znajdują się kasy biletowe, na których istnieje możliwość zakupu biletów na wszystkie pociągi w tym międzynarodowe oraz rezerwacji miejsc.

## Linie kolejowe
- 113 Lovosice - Most
- 123 Most - Žatec západ
- 126 Most - Louny - Rakovník
- 130 Ústí nad Labem - Chomutov
- 135 Most - Moldava v Krušných horách